# Jan Siöcrona
Jan Cornelius Alexander Siöcrona, född 3 augusti 1871 på Faltorp i Raus socken, död 8 september 1948 i Stockholm, var en svensk militär.
Jan Siöcrona var son till överste Aron Siöcrona och Martina Sjöcrona samt far till Vera Siöcrona och farfar till Joachim Siöcrona. Han avlade mogenhetsexamen 1889, blev volontär vid Skånska husarregementet 1891, sergeant 1892, elev vid Krigsskolan på Karlberg samma år, utexaminerades 1893 och blev samma år underlöjtnant vid Skånska husarregementet. Siöcrona blev löjtnant vid regementet 1897, ryttmästare 1907, major i armén 1917, major vid Skånska husarregementet 1918 och överstelöjtnant vid Skånska dragonregementet 1920. Han var överste och chef för Smålands husarregemente 1921. Siöcrona blev riddare av Svärdsorden 1914.